# مگس‌گیر بهشتی بیتس
مگس‌گیر بهشتی بیتس (نام علمی: Terpsiphone batesi) نام یک گونه از سرده مگس‌گیر بهشتی است.